# Fortaleza São José de Amura
Fortaleza de São José da Amura es una fortaleza en Bissau, Guinea Bissau. Su estructura original fue construida por fuerzas portuguesas a partir de 1696, al mando del capitán general José Pinheiro. Fue reconstruida en noviembre de 1753 y el coronel Manuel Germano da Mota realizó más cambios en 1766. Fue sometida a reparaciones entre 1858 y 1860, a cargo del capitán Januário Correia de Almeida. En el siglo XX fue restaurada a partir de los años 70, bajo la dirección del arquitecto Luis Benavente. Abierta al público, ahora alberga el Mausoleo de Amilcar Cabral.